# Tengoku de Kimi ni Aetara
Tengoku de Kimi ni Aetara è un film televisivo del 2009 diretto da Nobuhiro Doi e tratto dal romanzo di Natsuki Iijima.

## Trama
In una città di mare, Junichi Nonoue lavora come psichiatra che fornisce consulenza ai malati di cancro. Junichi riceve la richiesta, da uno dei suoi pazienti, di scrivere una lettera e, a partire da quel momento, comincia a scrivere lettere per altri pazienti nelle quali esse trasmettono i loro ultimi pensieri ai propri cari.